# نائب رئيس مجلس الدولة في جمهورية الصين الشعبية
نواب رئيس مجلس الدولة لجمهورية الصين الشعبية هم مسؤولون رفيعو المستوى تحت إشراف رئيس مجلس الدولة وفوق أعضاء مجلس الدولة والوزراء.  وعادة ما يحمل هذا اللقب عدة أفراد في أي وقت، حيث يحمل كل نائب مجموعة واسعة من المسؤوليات. ويتولى النائب الأول مهام رئيس المجلس عند عجز هذا الأخير عن أداء مهامه. نواب رئيس مجلس الدولة الحاليون، بالترتيب، هم دينغ شيويكسيانغ، وهي ليفنغ، وتشانغ قوه تشينغ، وليو قوه تشونغ.
يُطلق على صاحب أعلى منصب بشكل غير رسمي اسم نائب رئيس مجلس الدولة الأول (بالصينية: 第一副总理) أو نائب رئيس مجلس الدولة التنفيذي (بالصينية: 常务副总理)، ومن أبرز الحالات دينغ شياو بينغ في منتصف وأواخر السبعينيات.   في الحالات غير العادية، تم تسمية منصب نائب الرئيس الأول إما للإشارة إلى درجة السلطة، أو السلطة الاسمية، أو عندما يكون رئيس المجلس عاجزًا ويحتاج إلى نائب بدوام كامل للقيام بواجباته العادية.

## الاختيار
رسميًا، يتم تعيين نواب الرئيس من قبل المؤتمر الشعبي الوطني بناءً على ترشيح رئيس المجلس.  كما يتمتع المجلس الوطني لنواب الشعب بسلطة إزالة نواب الرئيس وغيرهم من مسؤولي الدولة من مناصبهم. يتم اتخاذ القرارات بشأن الانتخابات والعزل بأغلبية الأصوات.  في الممارسة العملية، يتم اختيار نواب الرئيس من داخل قيادة الحزب الشيوعي الصيني، بما في ذلك اللجنة الدائمة للمكتب السياسي. 
تبلغ مدة ولاية نائب الرئيس نفس مدة ولاية المجلس الشعبي، وهي 5 سنوات، ويقتصر نواب رئيس الوزراء على فترتين متتاليتين.  بعد الانتخابات مباشرة، يوقع الرئيس على المرسوم الرئاسي الذي يقضي بتعيين نواب الرئيس. منذ عام 2018، أصبح النواب مطالبين بتلاوة اليمين الدستورية بشكل جماعي قبل تولي مناصبهم. 

## السلطات والصلاحيات
يشرف كل نائب على منطقة معينة من الإدارة.  وهم أعضاء في الاجتماعات التنفيذية لمجلس الدولة، إلى جانب رئيس المجلس والأمين العام وأعضاء مجلس الدولة.  بالإضافة إلى ذلك، كان جميع النواب أعضاء في المكتب السياسي للحزب الشيوعي الصيني في العقود الأخيرة، حيث كان نائب الرئيس الأول عضوًا في اللجنة الدائمة للمكتب السياسي. 

## نواب رئيس المجلس
| الصورة       | معلومات                       | معلومات | مناصب |  |
| ------------ | ----------------------------- | ------- | --- |  |
|              | الرتبة                        | الأول   | عضو اللجنة الدائمة للمكتب السياسي التنمية والإصلاح، والتعليم، والعلوم والتكنولوجيا، والمالية، والبيئة، والإحصاء، والملكية الفكرية |  |
| الاسم        | دينغ شيويكسيانج               |         | عضو اللجنة الدائمة للمكتب السياسي التنمية والإصلاح، والتعليم، والعلوم والتكنولوجيا، والمالية، والبيئة، والإحصاء، والملكية الفكرية |  |
| الولاية      | لياونينغ                      |         | عضو اللجنة الدائمة للمكتب السياسي التنمية والإصلاح، والتعليم، والعلوم والتكنولوجيا، والمالية، والبيئة، والإحصاء، والملكية الفكرية |  |
| مكان الميلاد | نانتونغ، جيانغسو              |         | عضو اللجنة الدائمة للمكتب السياسي التنمية والإصلاح، والتعليم، والعلوم والتكنولوجيا، والمالية، والبيئة، والإحصاء، والملكية الفكرية |  |
| تولى المنصب  | 12 مارس 2023                  |         | عضو اللجنة الدائمة للمكتب السياسي التنمية والإصلاح، والتعليم، والعلوم والتكنولوجيا، والمالية، والبيئة، والإحصاء، والملكية الفكرية |  |
|              |                               |         | |  |
|              | الرتبة                        | الثاني  | عضو اللجنة الدائمة للمكتب السياسي المالية العامة، إدارة الموارد الطبيعية، الإسكان والتنمية الحضرية، النقل، التجارة                |  |
| الاسم        | هي ليفينج                     |         | عضو اللجنة الدائمة للمكتب السياسي المالية العامة، إدارة الموارد الطبيعية، الإسكان والتنمية الحضرية، النقل، التجارة                |  |
| الولاية      | منغوليا الداخلية              |         | عضو اللجنة الدائمة للمكتب السياسي المالية العامة، إدارة الموارد الطبيعية، الإسكان والتنمية الحضرية، النقل، التجارة                |  |
| مكان الميلاد | شينغنينغ، قوانغدونغ           |         | عضو اللجنة الدائمة للمكتب السياسي المالية العامة، إدارة الموارد الطبيعية، الإسكان والتنمية الحضرية، النقل، التجارة                |  |
| تولى المنصب  | 12 مارس 2023                  |         | عضو اللجنة الدائمة للمكتب السياسي المالية العامة، إدارة الموارد الطبيعية، الإسكان والتنمية الحضرية، النقل، التجارة                |  |
|              |                               |         | |  |
|              | الرتبة                        | الثالث  | عضو اللجنة الدائمة للمكتب السياسي الصناعة وتكنولوجيا المعلومات وإدارة الطوارئ والمؤسسات المملوكة للدولة                           |  |
| الاسم        | تشانغ قوه تشينغ               |         | عضو اللجنة الدائمة للمكتب السياسي الصناعة وتكنولوجيا المعلومات وإدارة الطوارئ والمؤسسات المملوكة للدولة                           |  |
| الولاية      | التبت                         |         | عضو اللجنة الدائمة للمكتب السياسي الصناعة وتكنولوجيا المعلومات وإدارة الطوارئ والمؤسسات المملوكة للدولة                           |  |
| مكان الميلاد | مقاطعة لوشان، خنان            |         | عضو اللجنة الدائمة للمكتب السياسي الصناعة وتكنولوجيا المعلومات وإدارة الطوارئ والمؤسسات المملوكة للدولة                           |  |
| تولى المنصب  | 12 مارس 2023                  |         | عضو اللجنة الدائمة للمكتب السياسي الصناعة وتكنولوجيا المعلومات وإدارة الطوارئ والمؤسسات المملوكة للدولة                           |  |
|              |                               |         | |  |
|              | الرتبة                        | الرابع  | عضو اللجنة الدائمة للمكتب السياسي الزراعة والشؤون الريفية، والصحة، والتخفيف من حدة الفقر، والأرصاد الجوية                         |  |
| الاسم        | ليو قوه تشونغ                 |         | عضو اللجنة الدائمة للمكتب السياسي الزراعة والشؤون الريفية، والصحة، والتخفيف من حدة الفقر، والأرصاد الجوية                         |  |
| الولاية      | خنان                          |         | عضو اللجنة الدائمة للمكتب السياسي الزراعة والشؤون الريفية، والصحة، والتخفيف من حدة الفقر، والأرصاد الجوية                         |  |
| مكان الميلاد | مقاطعة وانغكوي في هيلونغجيانغ |         | عضو اللجنة الدائمة للمكتب السياسي الزراعة والشؤون الريفية، والصحة، والتخفيف من حدة الفقر، والأرصاد الجوية                         |  |
| تولى المنصب  | 12 مارس 2023                  |         | عضو اللجنة الدائمة للمكتب السياسي الزراعة والشؤون الريفية، والصحة، والتخفيف من حدة الفقر، والأرصاد الجوية                         |  |